# Amasya (stad)
Amasya is de hoofdstad (İlçe Merkezi) van het gelijknamige district en de provincie Amasya in Turkije. De plaats telt 342.378 inwoners. In de Griekse oudheid heette de stad Amaseia (Αμάσεια) of in de Armeense oudheid Amasya (Ամասյա). De stad heeft een lange geschiedenis als belangrijke regionale hoofdstad en heeft vele belangrijke personen voortgebracht zoals koningen, kunstenaars, wetenschappers, poëten en filosofen. Tegenwoordig is het een belangrijke regionale toeristische plaats in het achterland van de grote productie- en havenstad Samsun.

## Naam
Volgens Strabo komt de naam Amaseia van Amasis, de koningin van de Amazonen, die in dit gebied aan de noordkust van Turkije zouden hebben geleefd. Verschillende schrijfversies voor de naam zijn gebruikt sinds de oudheid zoals Αμάσεια, Amaseia, Amassia en Amasia, maar de uitspraak is in elk van deze hetzelfde gebleven.

## Geschiedenis
De strategische locatie van deze steile vallei maakt dat het gebied al zeer lang bewoond wordt. Vroege bewoners waren onder andere de Hettieten, Perzen en Armeniërs. Enkele eeuwen voor Christus wordt de stad gesticht door Pontische kolonisten uit de steden langs de Zwarte zeekust. Tussen 333 en 26 voor Christus was Amasya zelfs de hoofdstad van het Pontische koninkrijk uit deze tijd stammen de graven van de Pontische koningen, die boven de stad in de steile rotswand zijn uitgegraven.
In 70 voor Christus veroverde Lucius Licinius Lucullus Amaseia van de Armeniërs en werd het de hoofdstad van de nieuwe Romeinse provincie Pontus et Bithynia. De Griekse historicus Strabo, afkomstig uit de stad, heeft een gedetailleerde beschrijving van de stad gegeven tussen 60 voor en 19 na Christus. Rond het jaar 3 werd de stad opgenomen in de Romeinse provincie Galatië, in het noordelijke district Pontus Galaticus. Trajanus deelde het vervolgens weer in bij de provincie Cappadocië. In de 2e eeuw verkreeg het stadsstatus (metropolis).
Na de val van het Romeinse Rijk bleef de stad 700 jaar deel uitmaken van het Byzantijnse Rijk, gedurende deze periode is het merendeel van de bevolking Griekstalig. De lokale Armeense bevolking leidt een achtergesteld leven, hun kerk wordt niet erkend door de Byzantijnen. Vanaf de 10e eeuw arriveren veel Turkse volkeren in Anatolië. In 1075 nemen de Turkmeense Danishmenden de stad in en maken er hun hoofdstad van. In de 12e eeuw neemt de Seltsjoekse leider Kiliç Arslan II de stad in. Onder heerschappij van de Seltsjoeken en het Il-kanaat werd Amasya een belangrijke islamitische plaats. Uit deze tijd zijn nog meerdere scholen, moskeeën, tombes en andere gebouwen bewaard gebleven.
In Ottomaanse tijden werd de stad nog belangrijker, met name in educatie. De kinderen van de sultan werden hierheen gestuurd voor hun scholing. Als onderdeel van hun training moesten toekomstige sultans de positie van gouverneur van de provincie succesvol vervullen. Om het voor de sultan in spe extra moeilijk te maken waren in de provincie veel verschillende etniciteiten gehuisvest, elk in hun eigen dorp. Hierdoor was hij verplicht kennis op te doen over de culturen van alle verschillende groepen binnen zijn rijk; zoals de Grieken, Armeniërs, Bosniërs, Tataren, Arabieren, Koerden, etc.
Tijdens de Turkse onafhankelijkheidsoorlog was Amasya in 1919 de plaats waar Ataturk zijn laatste voorbereidingen trof voor het opzetten van het Turkse leger om de Republiek Turkije uit te kunnen roepen. Het was hier dat hij de onafhankelijkheidsoorlog verklaarde. Na deze oorlog werd de Griekstalige bevolking van de stad uitgeruild met Griekenland voor Turken.

## Omgeving
Amasya ligt in een groene vallei, zo'n 400 meter boven zeeniveau tussen het Anatolische binnenland en de Zwarte-Zeekust. Het gebied wordt bevloeid door drie rivieren; de Tersakan, Çekerek en Yeşilırmak. Verticale rotspartijen geven de stad een bijzondere uitstraling.

## Bezienswaardigheden
De stad telt een groot aantal historische bezienswaardigheden. Het is een populaire bestemming voor toeristen als uitstapje tijdens een reis langs de Zwarte Zee of langs het Anatolische gedeelte van het Pontisch Gebergte.
De oudste restanten zijn de Pontische koningsgraven in de rotswand die boven de stad uitrijst. Op deze rots ligt ook het geruïneerde Harsene kasteel, dat al door Strabo werd genoemd. Verder zijn er onder andere het Ferhat-aquaduct, de 13e-eeuwse Seljuk Burmali moskee, het 14e-eeuwse Ilkhan Bimarhane ziekenhuis, de graftombe van de 15e-eeuwse Pir Ilyas en de moskee van Yildirim Beyazit. Als gevolg van haar belangrijke geschiedenis zijn er in de stad veel historische Ottomaanse woningen bewaard gebleven, waarvan sommige als hotel of gasthuis gebruikt worden. Verder vindt men er het Archeologisch Museum van Amasya en enkele tombes van islamitische heiligen.
In de groene en bergachtige omgeving van Amasya kan ook goed gewandeld worden, en bevinden zich nog meer historische dorpjes en her en der geruïneerde monumentale gebouwen. Het Borabay meer ten noordoosten van de stad in het district Taşova biedt goede picknickplek en is populair bij locals.
Amasya is gevoelig gelegen voor aardbevingen. In 1939 werd een groot deel van de gebouwen beschadigd.

## Verkeer en vervoer

### Wegen
Amasya ligt aan de nationale weg D100.

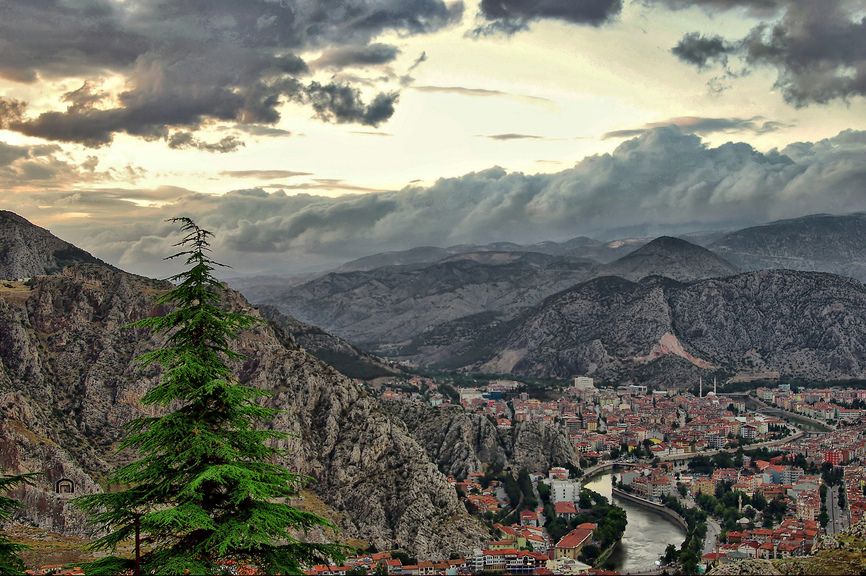
Amasya

## Geboren
- Strabo (ca. 64 v.Chr.-23-25 n.Chr.), Grieks historicus, geograaf en filosoof
- Selim I (1470-1520), Sultan van het Ottomaanse Rijk

- Gemeinsame Normdatei: 4207452-6
- Library of Congress Control Number: n88118581
- Nationale Bibliotheek van Israël: 987007567206405171
- Système universitaire de documentation: 123173396
- Virtual International Authority File: 123759926
- WorldCat: E39PBJwX9HdR3txQdqJ7vFpXVC